# Augusto Ballerini
Pour les articles homonymes, voir Ballerini.
Augusto Ballerini, né le 20 août 1857 à Buenos Aires et mort le 28 février 1902 à Buenos Aires, est un peintre argentin de portraits, de scènes historiques et de paysages.

## Biographie
Augusto Ballerini commence à étudier la peinture avec Francisco Romero (1840-1906). Ses plus anciens travaux sont des dessins de ports, de baies et de phares de la région de Maldonado en Uruguay entre 1873 et 1874 quand il avait 16 ans.
Après un voyage à Rome à l'âge de 18 ans, il poursuit sa formation en Italie avec le soutien de donateurs privés. En 1875 il suit des cours de Cesare Maccari. Il se rend à Florence en 1878, où il fait partie d'un petit groupe d'artistes argentins. De retour à Buenos Aires, il s'établit en tant que peintre portraitiste pour des personnalités, et devient un fervent partisan de scènes de paysages réalisées en plain air.

## Galerie

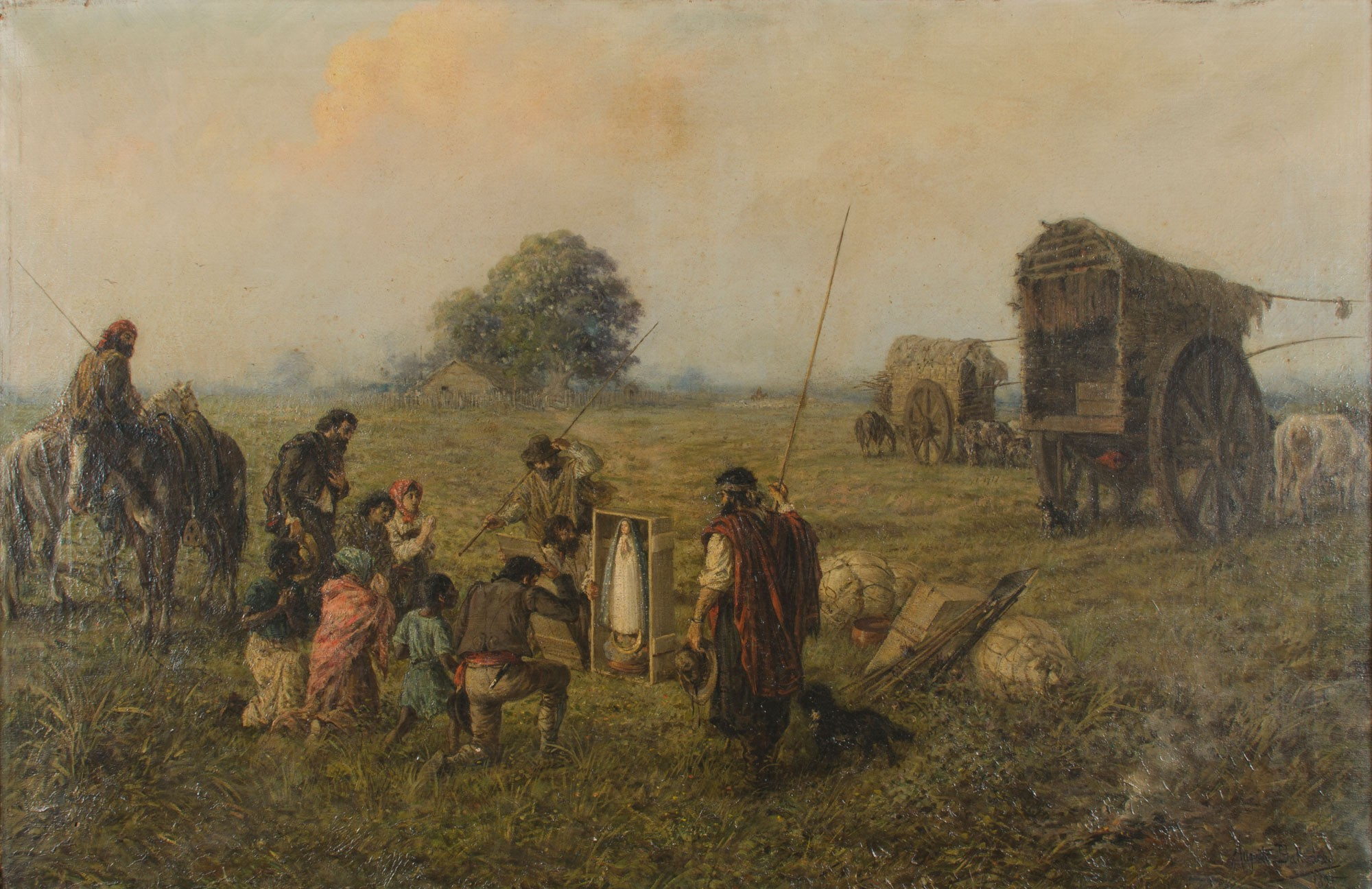
L'Origine miraculeuse de Notre Dame de Luján
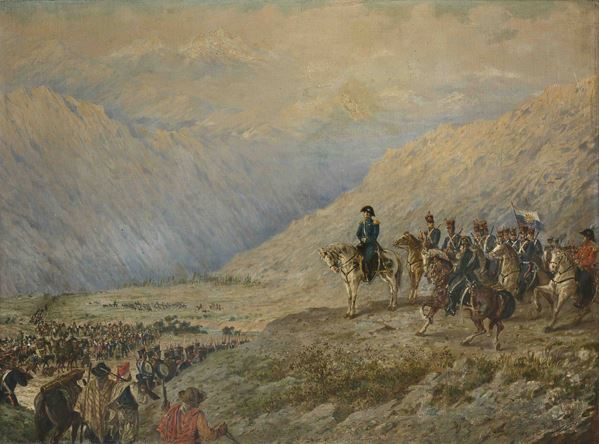
Traversée des Andes
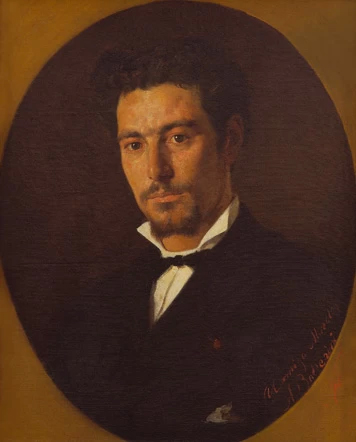
Portrait de Lucio Correa Morales